# Illustrator

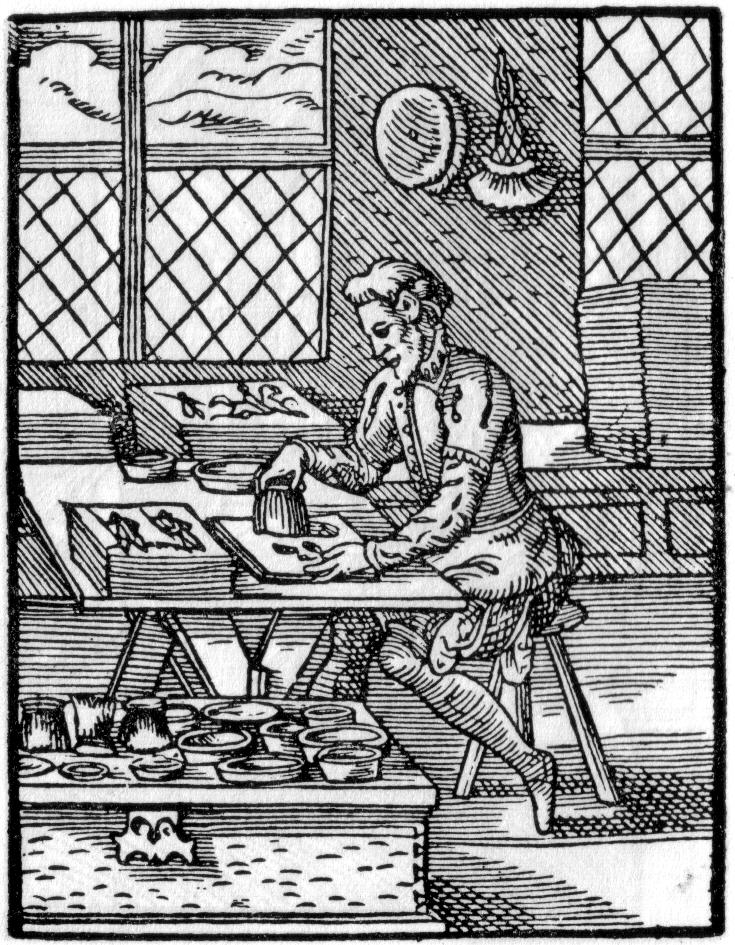
Der Briefmaler aus Jost Ammans Ständebuch, 1568

Ein Illustrator oder eine Illustratorin betreibt eine der angewandten Künste, die dem Design verwandt ist. Dabei können unterschiedliche Techniken verwendet werden, um ein Buch, eine Zeitschrift oder andere Schriftstücke sowie Druckerzeugnisse zu illustrieren. Hierzu zählen unter anderem die Zeichnung, der Holzschnitt oder unterschiedliche Drucktechniken.
Der Begriff Illustrierte kam Mitte des 19. Jahrhunderts auf. Nach dem Vorbild der Illustrated London News und der Illustration (Paris) erschien ab 1843 im Leipziger Verlag J.J. Weber die erste illustrierte Zeitschrift in Deutschland.

## Berufsbild Illustrator
Groben Schätzungen zufolge arbeiten weltweit etwa 80 Prozent der freiberuflich tätigen Illustratoren nicht mehr in den „klassischen“ Illustrationsgebieten wie Literaturillustration, sondern in den Bereichen der Werbung, Verpackung und Illustrationen für Periodika.
Ein großes Problem der Periodik ist der zunehmende Einsatz von „Stock Illustration“. Klassisch ausgebildete Illustratoren, die in der Literaturillustration kein Auskommen finden, fertigen gegen geringes Entgelt Illustrationen an, die über „Stock Houses“ vertrieben werden. In den USA brach seit Anfang der 1990er-Jahre der Illustrationsmarkt für die redaktionelle Illustration weitgehend zusammen. Die „Stock Houses“ gaben ihre Illustrationen gegen eine sehr geringe Gebühr an die Auftraggeber ab und unterboten so die redaktionellen Illustratoren und deren Agenten. Diese Dumpingwelle erreichte zehn Jahre später Europa, so dass auch hier die Illustration außerhalb der gewerblichen Nutzung kaum lukrativ ist.
Ein weiterer Zweig der Illustrationsarbeit gehört den Buch- und Romanillustratoren. Als freiberufliche Künstler oder als feste Mitglieder eines Verlages illustrieren sie die Cover der Bücher und einzelne externe Illustrationen für Romane und Gedichte. Auch Karten- und Brettspiel-Verlage bieten Zeichnern eine große Bandbreite von Auftragsarbeiten sowie jährlich die Graf-Ludo-Spielgrafikpreise.
Eine weitere Branche ist der Eventbereich: Schnellzeichner und Graphic Recorder begleiten live das Event: Schnellzeichner meist als Karikaturisten, Graphic Recorder visualisieren abstrakte Inhalte wie z. B. Diskussionsprozesse einer Konferenz.
In Deutschland werden die Interessen der Illustratoren unter anderem von der Illustratoren Organisation (IO) als Verband vertreten. Die IO ist als eingetragener Verein wiederum Mitglied beim Europäischen Illustratoren Forum (EIF). Auf der Internetseite der Illustratoren Organisation kann nach Illustratoren für Projekte gesucht werden. Zudem werden dort Informationen zu allen berufsrelevanten Themen angeboten, beispielsweise Nutzungsrecht, Vergütung und Rechtshilfe.
Im Oktober 2021 berichtete die ARD-Tagesschau anlässlich der Frankfurter Buchmesse von sehr guter Auftragslage für freiberufliche Buch-Illustratoren in Deutschland bei durchschnittlich unauskömmlichen Honoraren. Mit Graphic Recording, das sind ad hoc angefertigte Bebilderungen bei Strategie-Meetings und Konferenzen von Konzernmanagern, könne man derzeit sehr gute Tageshonorare verdienen.

## Bedeutende Illustratoren

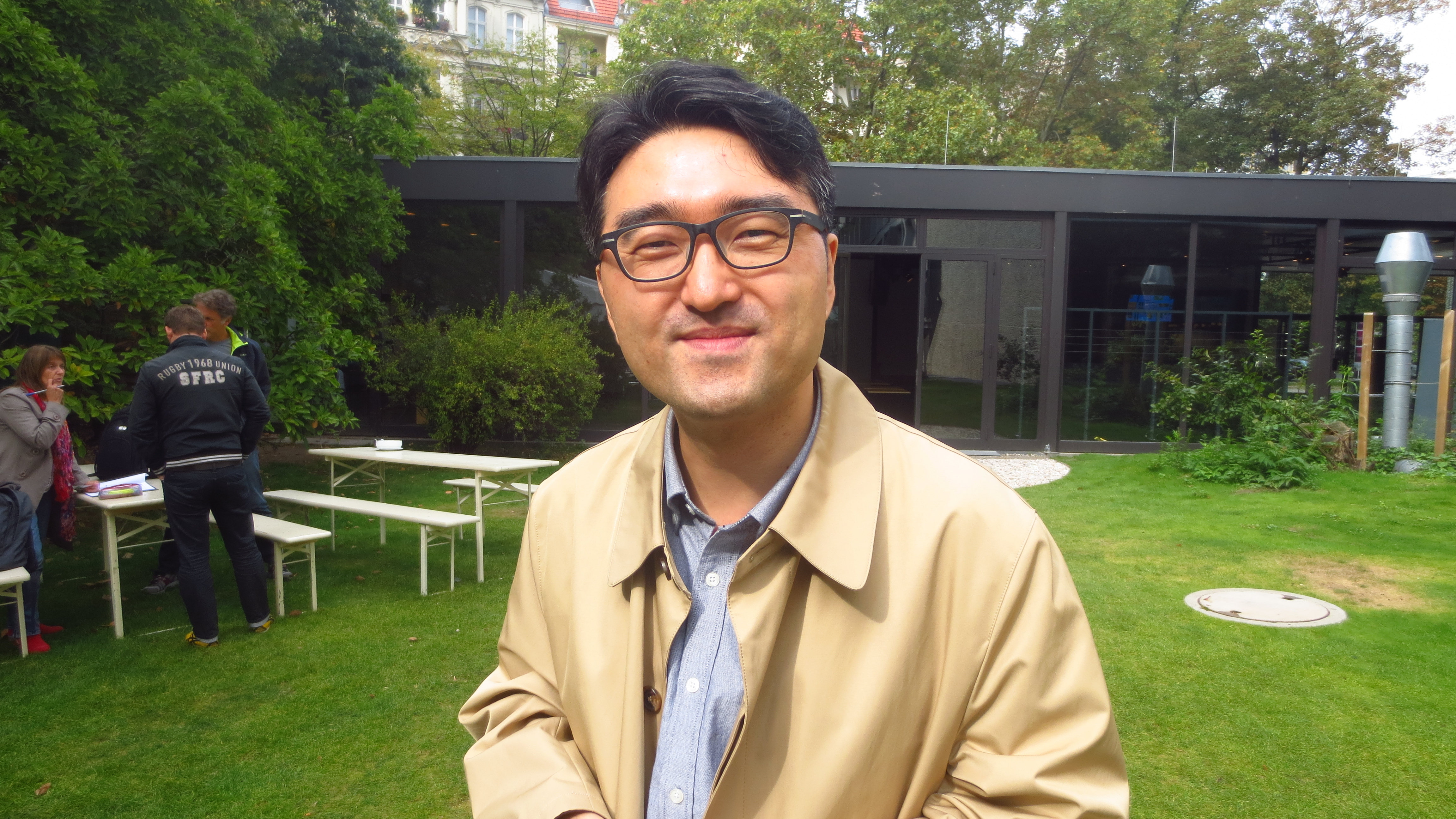
Der südkoreanische Illustrator Kim Dong-sung (2014 beim Internationalen Literaturfestival Berlin)

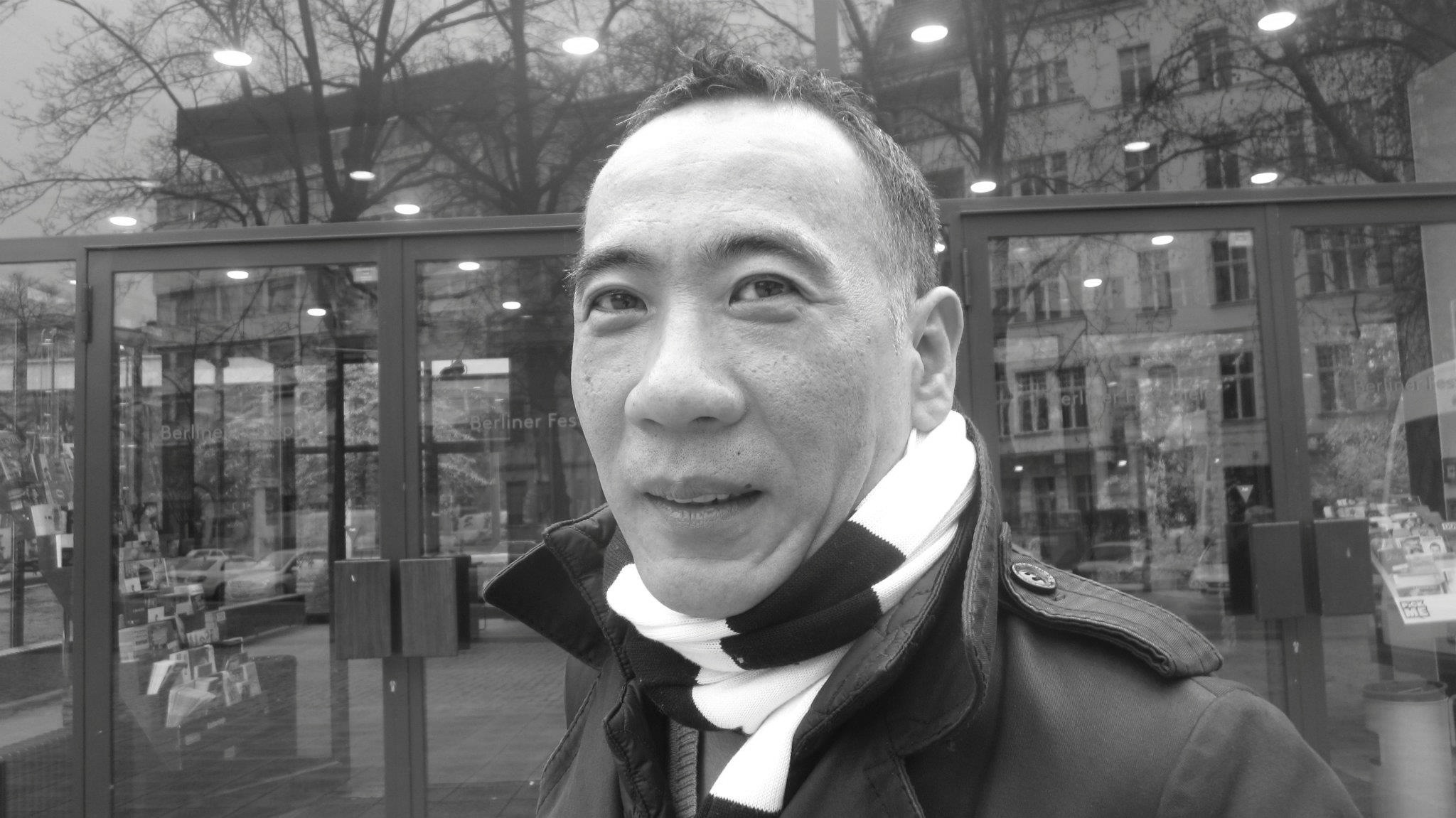
Der chinesisch-französische Illustrator Chen Jianghong (2012 beim Internationalen Literaturfestival Berlin)

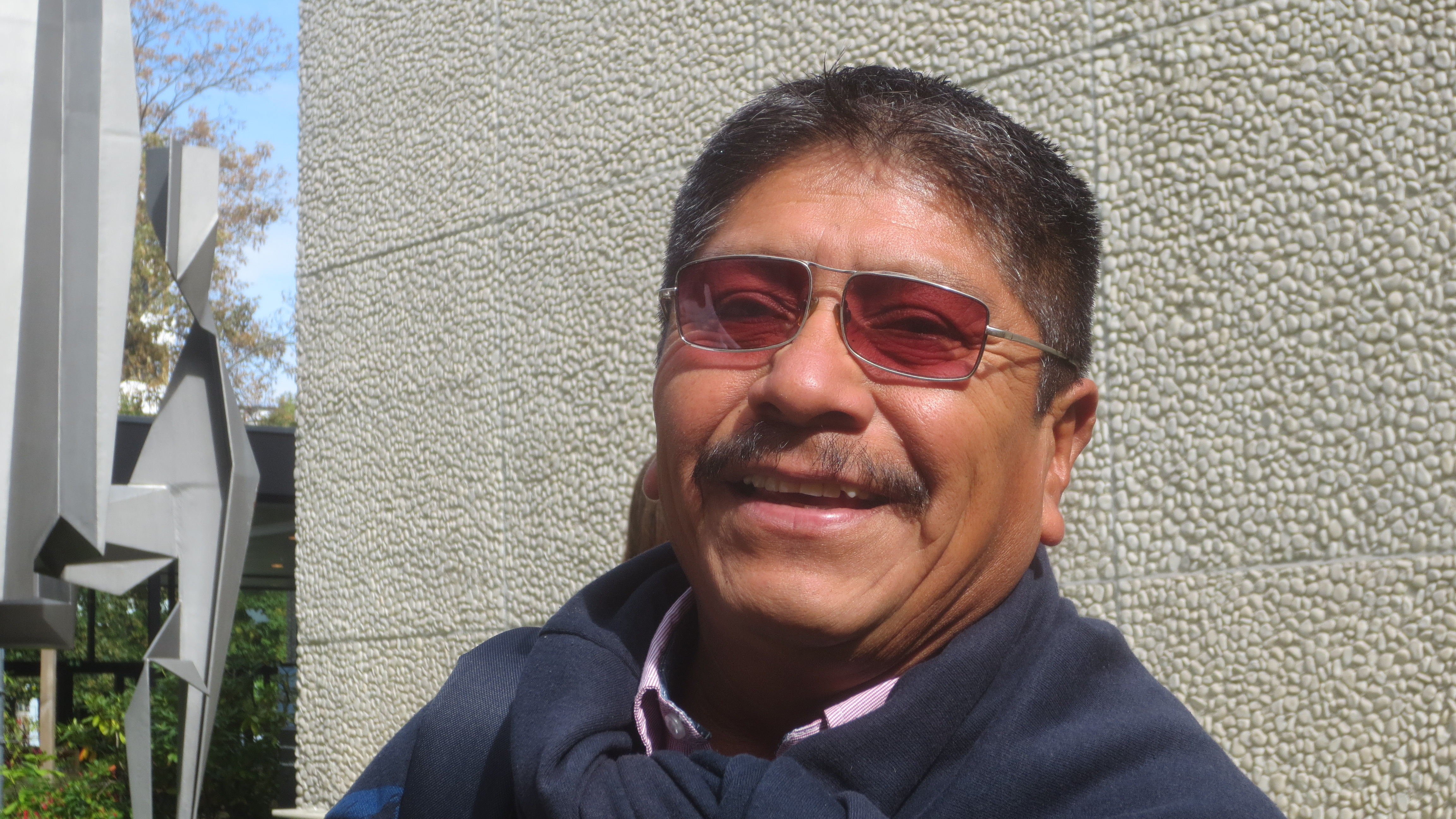
Der mexikanische Illustrator Javier Martínez Pedro (2015 beim Internationalen Literaturfestival Berlin)

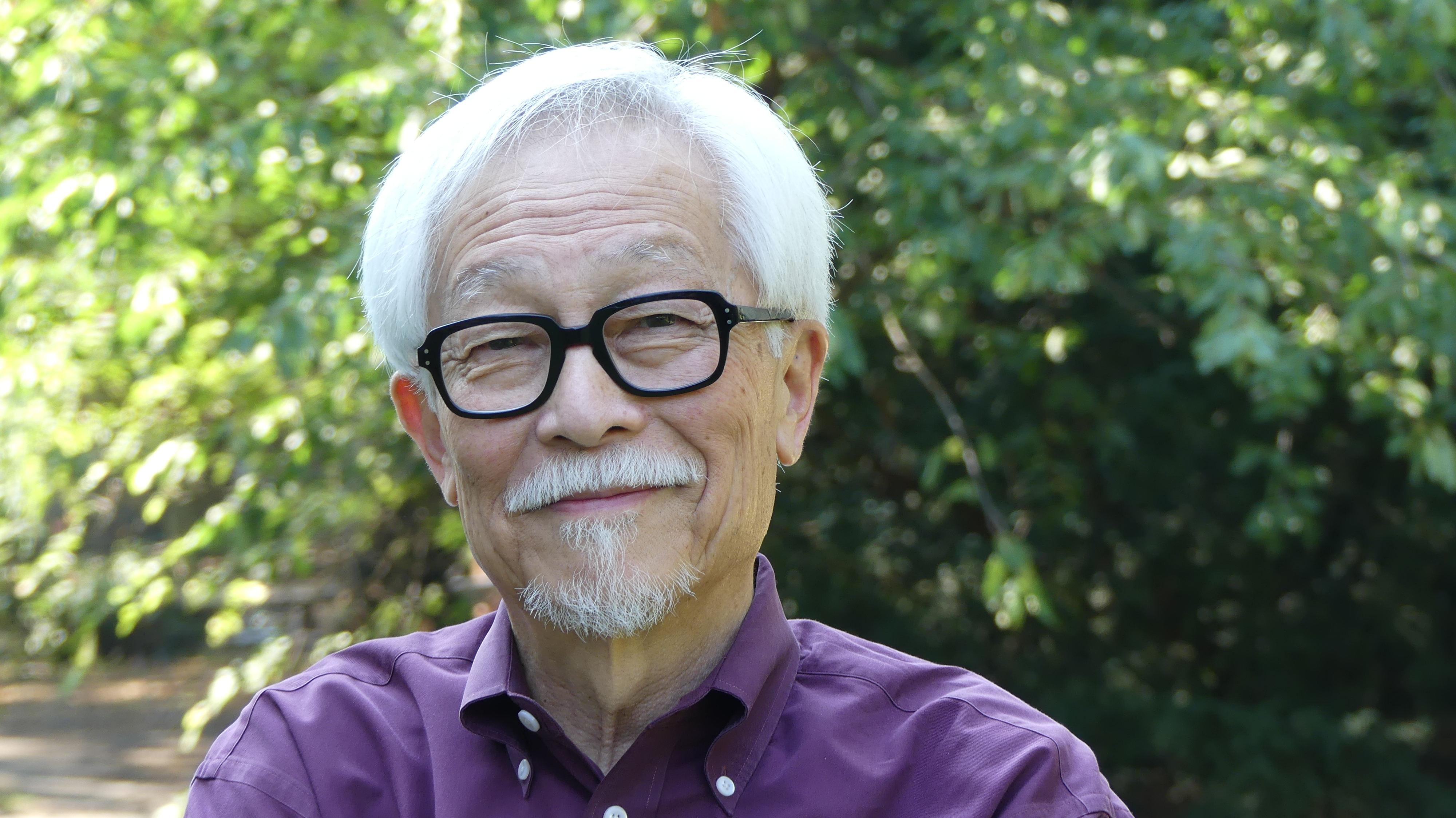
Der japanisch-amerikanische Illustrator Allen Say (2016 beim Internationalen Literaturfestival Berlin)

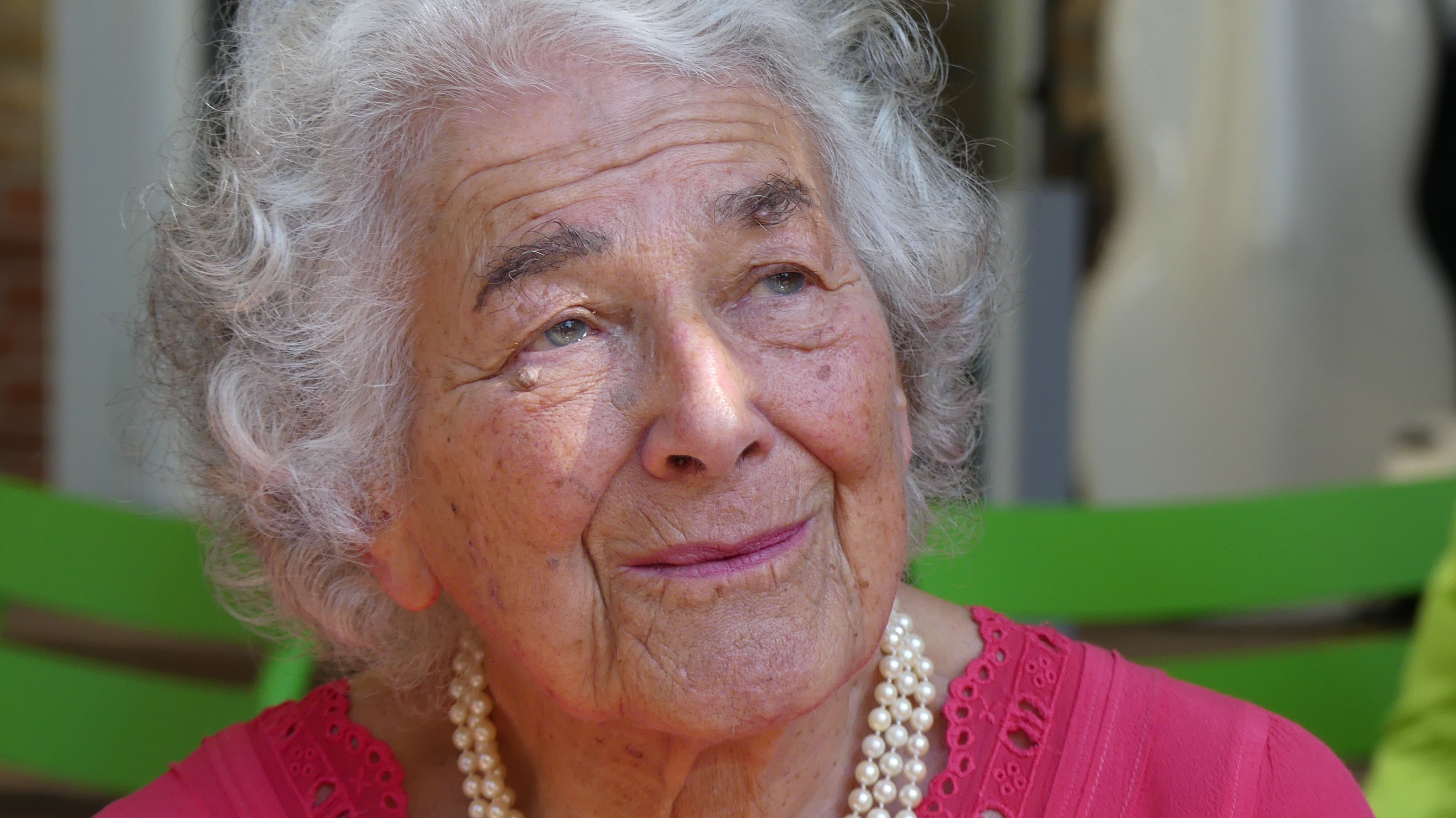
Die deutsch-britische Illustratorin Judith Kerr (2016 beim Internationalen Literaturfestival Berlin)

### Europa
- Horst Bartsch (* 1926 in Wittenberge; † 1989 in Berlin)
- Franz Karl Basler-Kopp (* 1879 in Basel; † 1937 in Luzern)
- Eberhard Binder (* 1924 in Staßfurt; † 1998 in Magdeburg)
- Elfriede Binder (* 1927 in Magdeburg)
- Fritz Birkmeyer (* 1848 in Rothenburg; † 1897 in München), Kinderbuchillustrator
- Gunter Böhmer (* 1911 in Dresden; † 1986 in Lugano), Buch-Illustrator und Hochschuldozent
- Manfred Bofinger (* 1941 in Berlin; † 2006 ebenda)
- Braldt Bralds (* 1951 in Hoogkerk)
- Mariana Chiesa Mateos (* 1967 in La Plata)
- Iwona Chmielewska (* 1960 in Pabianice)
- Gabriela Cichowska (* 1984 in Rzeszów)
- Carll Cneut (* 1969 in Roeselare)
- Kitty Crowther (* 1970 in Brüssel)
- Roger Dean (* 1944 in Ashford, Kent)
- Nina Dulleck (* 1975 in Soest)
- Gustave Doré (* 1832 in Straßburg; † 1883 in Paris)
- Heinz Ebel (* 1928 in Berlin; † 2020 ebenda)
- Klaus Ensikat (* 1937 in Berlin)
- Hans Fronius (* 1903 in Sarajevo; † 1988 in Mödling)
- Chris Foss (* 1946 auf Guernsey, Bailiwick of Guernsey, Kanalinseln)
- Hanns Georgi (* 1901 in Dresden; † 1989 in Malschendorf)
- Gerhard Goßmann (* 1912 in Guben; † 1994 in Bad Saarow)
- Mario Grasso (* 1941 in Mailand; † 2018 in Bettmeralp)
- Manfred Gruber (* 1951 in Erkshausen)
- Erich Gürtzig (* 1912 in Hamburg; † 1993 in Berlin)
- Richard Gutschmidt (* 1861 in Neuruppin; † 1926 in München)
- Heinz Handschick (* 1931 in Schlepzig; † 2022 in Berlin)
- Sven Hedin (* 1865 in Stockholm; † 1952 in Stockholm)
- Nikolaus Heidelbach (* 1955 in Lahnstein/Rhein)
- Renate Herfurth (* 1943 in Guben; † 2009 in Leipzig)
- Oskar Herrfurth (* 1862 in Merseburg; † 1934 in Weimar)
- Kurt Herschel (* 1896 in Schmiedeberg; † 1979 in Holzhausen), deutscher wissenschaftlicher Illustrator und Pflanzen- und Tierfotograf
- Anneliese Hinze (* 1907 in Leipzig; † nach 1994 ebenda), Kinderbuchillustratorin
- Ota Janeček (* 1919 in Pardubitz; † 1996 in Prag)
- Horst Janssen (* 1929 Oldenburg; † 1995 in Hamburg)
- Susanne Janssen (* 1965 in Aachen)
- Tove Jansson (* 1914 in Helsinki; † 2001 ebenda)
- Judith Kerr (* 1923 in Berlin; † 2019 in London)
- Josh Kirby (* 1928 in Waterloo, England; † 2001 in Shelfanger)
- Tyra Kleen (* 1874 in Stockholm; † 1951 auf Lidingö, Schweden), Künstlerin und Schriftstellerin
- Erika Klein (* 1935 in Berlin; † 2003 in Rießen), deutsche Grafikerin und Illustratorin
- Werner Klemke (* 1917 in Berlin-Weißensee; † 1994 ebenda), Buch-Illustrator und Hochschullehrer in Berlin-Weißensee
- Ruth Knorr (* 1927 in Glauchau; † 1978 in Berlin)
- Gerhart Kraaz (* 1909 in Berlin; † 1971 in Frankfurt am Main)
- Alan Lee (* 1947 in Middlesex, England)
- Harro Maass (* 1939 auf der Nordseeinsel Wangerooge), Illustrator und Maler
- Wilhelm Maier-Solgk (* 1919 in Marxgrün; † 2007 in München)
- Kat Menschik (* 1968 in Luckenwalde), Illustratorin[1] und Comiczeichnerin
- Ingeborg Meyer-Rey (* 1920 in Berlin; † 2001)
- Ruth Mossner (* 1947 in Berlin)
- Erika Müller-Pöhl (* 1939 in Neustadt an der Weinstraße)
- Bernhard Nast (* 1924 in Berlin; † 2001 ebenda)
- Gisela Neumann (* 1942)
- Johannes Karl Gotthard Niedlich (* 1949 in Lunow; † 2014)
- Erdmut Oelschlaeger (* 1937 in Bernburg)
- Gerhard Rappus (* 1934 in Berlin; † 2009 in Berlin), deutscher Gebrauchsgrafiker und Illustrator
- Erhard Reuwich (auch Reeuwyck, Reeuwich, Rewich; * um 1450 in Utrecht; † nach 1505 in Mainz)
- Regine Röder-Ensikat (* 1942 in Aschersleben; † 2019)
- Heiner Rothfuchs (* 1913 in Wünschendorf/Elster in Thüringen; † 2000), deutscher Buch-Illustrator und Hochschuldozent
- Werner Ruhner (* 1922 in Meerane; † 1999 in Leipzig)
- Axel Scheffler (* 1957 in Hamburg)
- Schwarwel (* 1968 in Leipzig)
- Max Schwimmer (* 1895 in Leipzig; † 1960 in Leipzig)
- Elizabeth Shaw (* 1920 in Belfast; † 1992 in Berlin)
- Ernest Shepard (* 1879 in London; † 1976 in Midhurst)
- Wieslaw Smetek (* 1955 in Polen)
- Karl Staudinger (* 1874 in Wies; † 1962 in Sonneberg)
- Klaus Thieme (* 1929 in Kötzschau; † 2013)
- Hans Ticha (* 1940 in Děčín)
- Tomi Ungerer (* 1931 in Straßburg; † 2019 in Cork)
- Kaatje Vermeire (* 1981 in Gent)
- Karl Walser (* 1877 in Biel/Bienne; † 1943 in Bern)
- Jakob Wegelius (* 1966 in Göteborg)
- Karl Wernicke (* 1896 in Leipzig; † 1976 ebenda)
- Hans Wiegandt (* 1915 in Berlin; † 2013 in Weimar)
- Józef Wilkoń (* 1930 in Bogucice)
- Patrick Woodroffe (* 1940 in Halifax, England; † 2014)
- Jürgen Wölbing (* 1942 in Breslau; † 2009 in Schöneck)
- Mihály Zichy (* 1827 in Zala; † 1906 in Sankt Petersburg)
- Gertrud Zucker (* 1936 in Berlin-Weißensee), deutsche Illustratorin und Grafikerin

### Nord- und Südamerika
- Norman Rockwell (* 1894 in New York; † 1978 in Stockbridge)
- Jack Leynnwood (* 1921 in Los Angeles; † 1999 in Arizona)
- Frank Frazetta (* 1928 in New York; † 2010 in Fort Myers)
- Jon Klassen (* 1981 in Winnipeg)
- Boris Vallejo (* 1941 in Lima)
- Javier Martínez Pedro (* 1963 in Xalitla bei Iguala)
- John Jude Palencar (* 1957 in Fairview Park)
- Julie Bell (* 1958 in Beaumont)
- Edel Rodriguez (* 1971 auf Kuba)

### Asien
- Chen Chih-Yuan (* 1975 in Taiwan)
- Chen Jianghong (* 1963 in Tianjin)
- Enzo (* 1973 in Tainan)
- Kim Dong-sung (* 1970 in Busan)
- Guojing (* 1983 in China)
- Allen Say (* 1937 in Yokohama)
- Seyyed Ali Shodjaie (* 1983 in Teheran)
- Bhajju Shyam (* 1971 in Patangarh)